# Weingut Gerhard Markowitsch
Koordinaten: 48° 3′ 19,7″ N, 16° 44′ 18,3″ O
Das Weingut Gerhard Markowitsch in Göttlesbrunn ist ein österreichisches Weingut im Weinbaugebiet Carnuntum in Niederösterreich.
Geleitet wird das Weingut von Gerhard Markowitsch. Die eigene Rebfläche beträgt 39 Hektar (Stand 2015), wovon 75 Prozent mit roten Rebsorten, hauptsächlich Zweigelt, Cabernet Sauvignon, Merlot und Pinot Noir bestockt sind. Weiße Rebsorten sind Grüner Veltliner, Chardonnay und Sauvignon Blanc. Zusätzlich werden Trauben von Vertragswinzern aus weiteren 40 Hektar verarbeitet. Die bekanntesten Weine sind der Zweigelt Rubin Carnuntum, sowie die roten Cuvées Rosenberg, Redmont und M1. Dabei wird für jede Cuvée mindestens 50 Prozent Zweigelt – die Leitsorte des Weinbaugebietes – verwendet, um die „regionale Identität zu bewahren“. Das Weingut ist Mitglied der Vereinigung Österreichische Traditionsweingüter (ÖTW) und gilt als Leitbetrieb des Weinbaugebiets Carnuntum. Das Weingut ist mehrmaliger Sieger des Falstaff-Rotweinpreises.